# Urr Water
Das Urr Water, auch Water of Urr, ist ein Fluss in der schottischen Council Area Dumfries and Galloway, beziehungsweise der traditionellen Grafschaft Kirkcudbrightshire.

## Verlauf
Der Fluss fließt auf einer Höhe von 207 m am Südwestufer des Loch Urr ab. Sein Lauf folgt zunächst einer südlichen Richtung. Zwischen Old Bridge of Urr und Haugh of Urr fließt er auf einer Strecke von rund vier Kilometer nach Südosten, um dann bis zu einer Mündung wieder vornehmlich nach Süden zu fließen. Bei Kippford erweitert sich das Urr Water und ergießt sich nach insgesamt rund 44 km in den Solway Firth, der schließlich in der Irischen See aufgeht. Der bis zu 1,8 km weite Ästuar des Urr Waters wird als Urr Waterfoot bezeichnet.
Auf seinem Lauf münden in das Urr Water zahlreiche Bäche, er besitzt jedoch keine signifikanten Zuflüsse. Er verläuft durch eine dünnbesiedelte Region, sodass er wenige Ortschaften tangiert. Die größte Ortschaft am Urr Water ist Dalbeattie. Mit der Haugh Bridge bei Haugh of Urr und der Buittle Bridge nahe Dalbeattie queren zwei denkmalgeschützte Brücken das Urr Water.

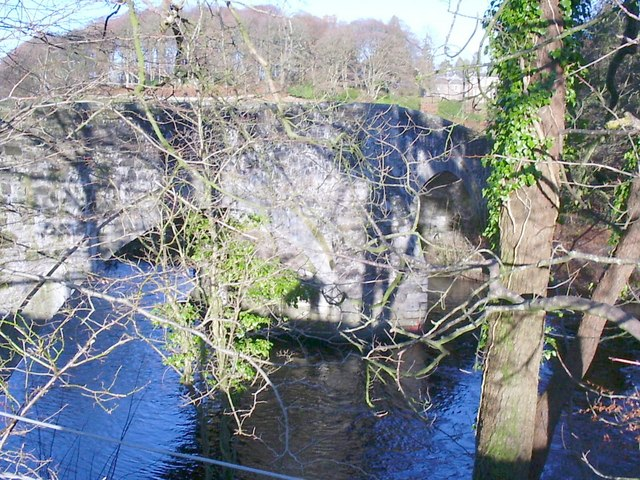
Haugh Bridge
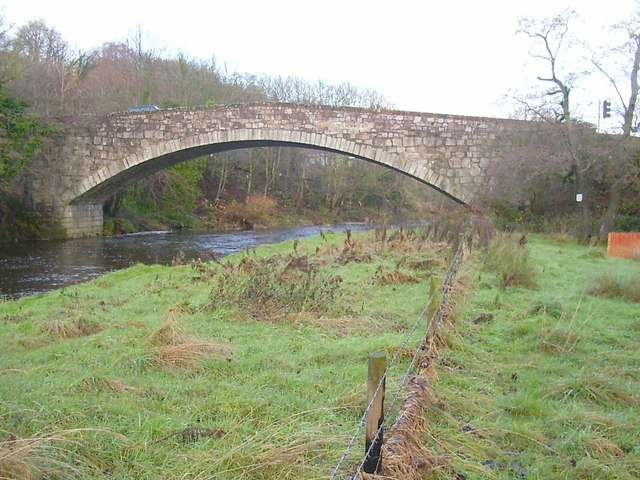
Buittle Bridge